# Xã Dayton, Quận Phillips, Kansas
Xã Dayton (tiếng Anh: Dayton Township) là một xã thuộc quận Phillips, tiểu bang Kansas, Hoa Kỳ. Năm 2010, dân số của xã này là 33 người.